# دونزناک
دونزناک (به فرانسوی: Donzenac) یک کمون (فرانسه) در فرانسه است که در canton of Donzenac واقع شده‌است. دونزناک ۲۴٫۱۲ کیلومتر مربع مساحت دارد ۲۰۴ متر بالاتر از سطح دریا واقع شده‌است.